# 24 cm Kanone 3
El 24 cm Kanone 3, abreviado como K 3, fue un cañón pesado utilizado por el ejército alemán durante la Segunda Guerra Mundial aunque solo por el primer batallón del Artillerie-Regiment 84. Únicamente cuatro estaban en servicio cuando Alemania invadió Polonia, asignados a las dos primeras baterías del I./AR 84. En la Batalla de Francia el batallón mantenía solo cuatro cañones. En Operación Barbarossa las tres baterías estaban equipadas con dos piezas cada una, y esta situación no cambió en los dos años siguientes.

## Diseño e historia
Mientras que el diseño del cañón del K 3 no era en sí mismo innovador, no puede decirse lo mismo de su cureña; Rheinmetall puso un gran énfasis en hacerlo fácil de ensamblar. No requería grúas, ya que utilizaba cabrestantes eléctricos, montados en la misma cureña, para manejar sus componentes a través de un ingenioso sistema de rampas inclinadas, rieles de guía y pasarelas. También usaba el sistema de doble retroceso de Rheinmetall, usado por primera vez en el 21 cm Mörser 18. El cañón retrocedía normalmente en su cuna, pero, adicionalmente, la parte superior de la cureña entera, que contenía el cañón y su cuna, retrocedía a lo largo de la parte principal de la cureña. Este sistema amortiguaba las fuerzas de retroceso y hacía una plataforma de tiro muy estable.
El K 3 era un cañón gigantesco que era transportado en seis partes, lo cual es normal en armas tan grandes. Estas consistían en la plataforma de tiro, la cureña, la cuna, el cañón, el cierre y un generador eléctrico.
La Wehrmacht no estaba conforme con las prestaciones del arma: "Se consideró que era desperdicio de tiempo y mano de obra, la modalidad de transporte era engorrosa y se consideraba que el rendimiento no era acorde al tamaño del arma." Esto llevó a que Krupp y Rheinmetall hicieran una serie de experimentos para aumentar el alcance. Estás pruebas incluían proyectiles "pre-estriados" que no mostraron una gran mejora, reducción de calibre, sabot e incluso una versión de ánima lisa. Ninguno de éstos pasó de la etapa experimental.